# ميرساد فازلاغيتش
ميرساد فازلاغيتش، من مواليد 4 أبريل 1943، لاعب كرة قدم يوغسلافي سابق.
لعب مع منتخب يوغسلافيا لكرة القدم.

## روابط خارجية
- ميرساد فازلاغيتش على موقع الاتحاد الدولي (مؤرشف)  (الإنجليزية)
- ميرساد فازلاغيتش على موقع قاعدة بيانات كرة القدم.إي يو (الإنجليزية)
- ميرساد فازلاغيتش على موقع ناشيونال فوتبول تيمز (الإنجليزية)
- ميرساد فازلاغيتش على موقع Soccerway.com (الإنجليزية)
- ميرساد فازلاغيتش على موقع أوليمبيديا (الإنجليزية)